# Загальний каталог галактик Уппсала
Зага́льний катало́г гала́ктик Уппса́ла (англ. The Uppsala General Catalogue of Galaxies або UGC) — астрономічний каталог, що містить 12 921 галактики на небі північної півкулі. Опублікований 1973 року.
Каталог містить майже всі галактики на північ від схилення -02°30' з граничним діаметром до 1,0' або граничною видимої зоряної величиною 14,5. Основним джерелом даних є відбитки в синьому кольорі Паломарського атласу (POSS). Каталог також містить галактики менші ніж 1,0' в діаметрі, але яскравіші, ніж 14,5 величина з Каталогу галактик і скупчень галактик (CGCG).
Каталог містить описи галактик та оточуючих їх регіонів, а також систему класифікації та кути нахилу галактик до променя зору. Розміри, класифікація та описи галактик подано таким чином, щоб забезпечити точний розрахунок можливого зовнішнього вигляду галактик відповідно до фотоплатівки.
Існує додаток до каталогу, що називається Доповнення до загального каталогу Уппсала (англ. Uppsala General Catalogue Addendum), скорочено -UGCA.